# Juan Vallejo Corona

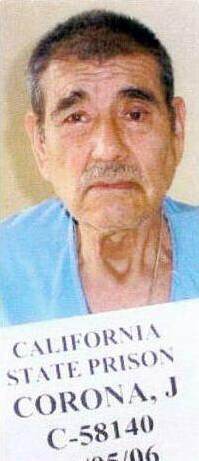
Juan Vallejo Corona

Juan Vallejo Corona (* 7. Februar 1934 in Autlán de Navarro, Jalisco, Mexiko; † 4. März 2019 in Corcoran) war ein US-amerikanischer Serienmörder mexikanischer Herkunft, der im Jahr 1971 innerhalb weniger Wochen 25 Männer tötete.

## Leben
Corona wurde in Autlán, Mexiko, geboren. Nachdem er die Schule verlassen hatte, zog er nach Yuba City, Kalifornien, um als Obstpflücker zu arbeiten, und ließ sich dort dauerhaft nieder. 1953 heiratete er das erste Mal. Mit seiner zweiten Frau Gloria Moreno, die er 1960 heiratete und von der er 1974 geschieden wurde, hatte er vier Töchter. Trotz schizophrener Episoden galt er als tüchtiger Arbeiter. Er betrieb eine Farm, auf der er Pfirsiche anbaute, und außerdem eine Leiharbeitsfirma, die ausländische Arbeitskräfte an andere Farmen vermittelte. Die meisten von ihm angeheuerten Arbeiter kamen ebenfalls aus Mexiko.
Nach einem anonymen Hinweis an die Polizei von Sutter County wurde am 19. Mai 1971 auf dem Gelände seiner Farm eine männliche Leiche in einem flachen Grab entdeckt. Die genauere Untersuchung der Umgebung förderte die sterblichen Überreste von 24 weiteren Männern zutage. Alle Opfer waren Farmarbeiter, wiesen Anzeichen sexuellen Missbrauchs auf und waren an Hieben mit einer Machete gegen den Kopf gestorben. Dem Stadium der Verwesung nach waren alle innerhalb von sechs Wochen getötet worden, was einem Schnitt von einer Tötung alle 40 Stunden entspricht. In Coronas Haus wurde eine Machete gefunden, an der menschliches Blut haftete. Außerdem standen die Namen der Toten auf seiner Lohnliste.
Obgleich er die Verantwortung für die Taten bestritt, wurde er für schuldig befunden und zu 25 lebenslangen Freiheitsstrafen verurteilt.
Am 6. Dezember 1973 wurde durch Mithäftlinge eine Messerattacke auf Corona verübt. Daraufhin ging das Gefängnis in einen "Lockdown", d. h. die Gefangenen wurden in ihre Zellen eingesperrt. Nach dem Berliner Sprachwissenschaftler Anatol Stefanowitsch war dies die erste Verwendung des Begriffs "Lockdown", der ab dem Jahr 2020 in der COVID-19-Pandemie gängig wurde.
Unter Ausschöpfung aller Rechtsmittel erreichte er ein Wiederaufnahmeverfahren. Im zweiten Prozess stellte die Verteidigung die These auf, dass nicht Corona, sondern sein – zu diesem Zeitpunkt bereits verstorbener – homosexueller Bruder Natividad der wirkliche Mörder gewesen sei. Die Strategie hatte keinen Erfolg, Corona wurde erneut verurteilt und ins California State Prison in Corcoran zurückgeschickt. Kurz nach der Entdeckung der Leichen erlitt er binnen dreier Wochen zwei Herzinfarkte. 1982 wurde ihm von einem Mithäftling das linke Auge ausgestochen.

## Hintergrund
Für Coronas Taten wurde ein sexuelles Motiv vermutet. Er war für effeminiertes Verhalten bekannt, und es wurde angenommen, dass er selbst zumindest bisexuell sei. Zur Zeit der Morde waren nicht-heterosexuelle Orientierungen bei US-Amerikanern mexikanischer Herkunft noch ein völliges Tabu. Daher wurde vielfach angenommen, dass er mit den Opfern sexuell verkehrt und sie getötet habe, um sie davon abzuhalten, ihn zu verraten.